# Răzvan Arnăut
Răzvan Arnăut (Costanza, 28 settembre 1998) è un lottatore rumeno, specializzato nella lotta greco-romana, vincitore di due bronzi continentali agli europei di Varsavia 2021 e Bucrest 2024.

## Biografia
Agli europei di Varsavia 2021 e di Bucrest 2024 ha vinto la medaglia di bronzo nella categoria dei 60 kg. Ha rappresentato la Romania ai Giochi olimpici estivi di Parigi 2024, dove ha superato il turco Enes Başar agli ottavi del torneo dei 60 kg ed stato eliminato dal kirghiso Zholaman Sharshenbekov ai quarti.

## Palmarès
| Anno | Manifestazione    | Sede       | Evento | Risultato | Note |
| ---- | ----------------- | ---------- | ------ | --------- | ---- |
| 2014 | Europei cadetti   | Samokov    | 42 kg  | 12º       |      |
| 2015 | Europei cadetti   | Subotica   | 50 kg  | 11º       |      |
| 2015 | Mondiali cadetti  | Sarajevo   | 50 kg  | 8º        |      |
| 2015 | Balcanici cadetti | Bursa      | 54 kg  | Bronzo    |      |
| 2016 | Balcanici junior  | Craiova    | 55 kg  | Bronzo    |      |
| 2017 | Europei junior    | Dortmund   | 55 kg  | 5º        |      |
| 2017 | Mondiali junior   | Tampere    | 55 kg  | 18º       |      |
| 2018 | Europei junior    | Roma       | 60 kg  | 7º        |      |
| 2018 | Mondiali junior   | Trnava     | 60 kg  | 5º        |      |
| 2018 | Mondiali U23      | Bucarest   | 60 kg  | 14º       |      |
| 2019 | Europei U23       | Novi Sad   | 60 kg  | Argento   |      |
| 2019 | Giochi europei    | Minsk      | 60 kg  | 5º        |      |
| 2019 | Mondiali          | Nur-Sultan | 60 kg  | 10º       |      |
| 2019 | Mondiali U23      | Budapest   | 60 kg  | 8º        |      |
| 2021 | Europei           | Varsavia   | 60 kg  | Bronzo    |      |
| 2021 | Europei U23       | Skopje     | 60 kg  | 11º       |      |
| 2021 | Mondiali          | Oslo       | 60 kg  | 14º       |      |
| 2021 | Mondiali U23      | Belgrado   | 60 kg  | 9º        |      |
| 2022 | Europei           | Budapest   | 60 kg  | 5º        |      |
| 2022 | Mondiali          | Belgrado   | 63 kg  | 10º       |      |
| 2023 | Europei           | Zagabria   | 60 kg  | 13º       |      |
| 2023 | Mondiali          | Belgrado   | 63 kg  | 24º       |      |
| 2024 | Europei           | Bucarest   | 60 kg  | Bronzo    |      |
| 2024 | Giochi olimpici   | Parigi     | 60 kg  | 9º        |      |

## Altre competizioni internazionali
2020
- 12º nei 60 kg nella Coppa del mondo individuale ( Belgrado)